# Saulxures-lès-Nancy
Saulxures-lès-Nancy – miejscowość i gmina we Francji, w regionie Grand Est, w departamencie Meurthe i Mozela.
Według danych na rok 1990 gminę zamieszkiwały 4124 osoby, a gęstość zaludnienia wynosiła 585 osób/km² (wśród 2335 gmin Lotaryngii Saulxures-lès-Nancy plasuje się na 107. miejscu pod względem liczby ludności, natomiast pod względem powierzchni na miejscu 829.).